# Liste der Baudenkmale in Vollrathsruhe
In der Liste der Baudenkmale in Vollrathsruhe sind alle denkmalgeschützten Bauten der Gemeinde Vollrathsruhe (Mecklenburg-Vorpommern) und ihrer Ortsteile aufgelistet. Grundlage ist die Veröffentlichung der Denkmalliste des Landkreises Mecklenburgische Seenplatte mit Stand November 2020.

## Baudenkmale nach Ortsteilen

### Vollrathsruhe
| ID | Lage                           | Bezeichnung        | Beschreibung | Bild               |
| -- | ------------------------------ | ------------------ | --- | ------------------ |
|    |                                | Gutsanlage mit     | | Gutsanlage mit     |
|    | Lindenweg 9b (Karte)           | - Gutshaus         | Neobarocker, sanierter, 2-geschossiger, 13-achsiger Putzbau vom 19. Jh. bzw. 1917 mit 3-geschossigem Zwerchgiebel, Portikus und Mansarddach | Weitere Bilder     |
|    | (Karte)                        | - Park             | |                    |
|    | (Karte)                        | - Mausoleum        | | *Mausoleum         |
|    | Straße des Friedens 21 (Karte) | - Inspektorhaus    | |                    |
|    | Straße des Friedens            | - Taubenschlag     | | *Taubenschlag      |
|    | Straße des Friedens            | - 1. Scheune       | |                    |
|    | Straße des Friedens            | - 2. Scheune       | |                    |
|    | Lindenweg 10 (Karte)           | - Bedienstetenhaus | |                    |
|    | Lindenweg 12 (Karte)           | - Remise           | |                    |
|    | Straße des Friedens 14 (Karte) | Bahnwärterwohnhaus | Das Wohnhaus steht südlich vom Bahnhofsgebäude. | Bahnwärterwohnhaus |
|    | Straße des Friedens 16 (Karte) | Bahnhof            | Der Bahnhof Vollrathsruhe wurde 1886 mit der „Lloydbahn“, der Bahnstrecke Neustrelitz–Warnemünde eröffnet. 1998 endete der Personenverkehr im Bahnhof, mit dem Anschluss der Strecke an ein elektronisches Stellwerk zog auch das Dienstpersonal ab. Das Bahnhofsgebäude aus Backstein stammt aus der Eröffnungszeit der Strecke und steht leer (Stand September 2020). | Weitere Bilder     |

### Hallalit
| ID  | Lage                        | Bezeichnung       | Beschreibung | Bild           |
| --- | --------------------------- | ----------------- | --- | -------------- |
| 219 | Hallaliter Weg 1–16 (Karte) | Landarbeiterkaten | Der Katen ist ein 104 Meter langer Bau und gilt als der längste Feldsteinbau in Deutschland. Der örtliche Gutsbesitzer Karl von Maltzahn ließ ihn in den 1850er Jahren errichten. Hier fanden 16 Guts- und Forstarbeiterfamilien Wohnraum. | Weitere Bilder |
| 219 | Hallaliter Weg 1–16         | 1. Stall          | Der ebenfalls aus Feldstein errichtete Stall steht südlich des Landarbeiterkatens. |                |
| 219 | Hallaliter Weg 1–16         | 2. Stall          | Der ebenfalls aus Feldstein errichtete Stall steht nördlich des Landarbeiterkatens. | 2. Stall       |

### Kirch Grubenhagen
| ID | Lage                              | Bezeichnung                                     | Beschreibung | Bild                       |
| -- | --------------------------------- | ----------------------------------------------- | ------------ | -------------------------- |
|    | Teterower Straße 13 (Karte)       | Kirche mit Kirchberg, Feldsteinmauer und Portal |              | Weitere Bilder             |
|    | Teterower Straße                  | Kriegerdenkmal 1914/1918                        |              |                            |
|    | Straße des Friedens 1/2 (Karte)   | Schnitterkaserne                                |              | Schnitterkaserne           |
|    | Straße des Friedens 3/4/5 (Karte) | Wohnhaus                                        |              | Wohnhaus                   |
|    | Teterower Straße 2                | Wohnhaus                                        |              | Wohnhaus                   |
|    | Teterower Straße 3 (Karte)        | Mittelrisalit des Gebäudes                      |              | Mittelrisalit des Gebäudes |
|    | Teterower Straße 4                | Wohnhaus                                        |              | Wohnhaus                   |
|    | Teterower Straße 5                | Pfarrhaus mit Stall                             |              | Pfarrhaus mit Stall        |
|    | Teterower Straße 13               | Schmiede                                        |              | Schmiede                   |

### Klein Luckow
| ID | Lage                       | Bezeichnung | Beschreibung | Bild |
| -- | -------------------------- | ----------- | ------------ | ---- |
|    | Luckower Weg 5/6/7 (Karte) | Schmiede    |              |      |

### Schloß Grubenhagen
| ID | Lage                   | Bezeichnung       | Beschreibung                                                                    | Bild              |
| -- | ---------------------- | ----------------- | ------------------------------------------------------------------------------- | ----------------- |
|    | (Karte)                | Burgruine         |                                                                                 | Burgruine         |
|    | Am Burgwall 3a (Karte) | Gutshaus mit Park | Sanierter, 1-geschossiger Putzbau von um 1840 mit Mittelrisalit und Krüppelwalm | Gutshaus mit Park |

## Quelle
- Karte der Baudenkmale im Geoportal des Landkreises